# David Katoatau
David Katoatau (Nonouti, 17. srpnja 1984.) kiribatski je dizač utega, osvajač prvog zlatnog odličja za Kiribati na Igrama Commonwealtha u povijesti zemlje.
Šesterostruki je prvak Oceanije u kategorijama od 85, 94 i 105 kilograma i osvajač zlata na Pacifičkim igrama 2015. godine u Port Moresbiju.
Nastupio je i na Svjetskom prvenstvu 2007. godine kao jedan od nekolicine predstavnika iz Oceanije. Nastupio je u kategoriji do 85 kg i zauzeo 37. mjesto ostvarivši povijesni uspeh za dizački šport u Kiribatiju i Oceaniji.
Bio je stjegonoša Kiribatija na Olimpijskim igrama 2008. godine u Pekingu, gdje je nastupio u kategoriji do 85 kg i zauzeo 15. mjesto u završnici, podigavši ukupno 313 kilograma.
Nakon što je prvi u povijesti Kiribatija prošao olimpijsko prednatjecanje i osvojio naslov oceanijskog prvaka, ostvario je nastup na Olimpijskim igrama 2012. godine u Londonu.
Ponovo je bio stjegonoša na svečanost otvaranja igara. U poluzavršnici kategorije do 94 kg zauzeo je 17. mjesto podigavši ukupno 325 kilograma.
Na Olimpijskim igrama 2016. godine u Rio de Janeiru, postao je poznat po svojim plesni ritualima prije i nakon natjecanja. Kasnije je izjavio kako je plesom htio skrenuti oči javnosti na posljedice globalnog zagrijavanja, među kojima je i mogućnost potapanja Kiribatija.